# Julius Ambrosius Hülße

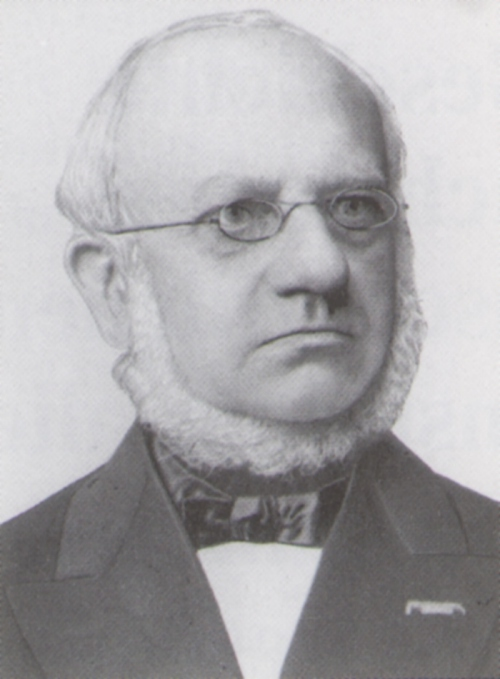
Julius Ambrosius Hülße

Julius Ambrosius Hülße (* 2. Mai 1812 in Leipzig; † 26. Juni 1876 in Dresden) war ein deutscher Mathematiker und Techniker.

## Leben
Nach dem Besuch der Leipziger Thomasschule begann Hülße 1828 ein Studium der Theologie an der Universität Leipzig. 1830 wechselte er an die Bergakademie Freiberg, wo er bis 1834 naturwissenschaftliche Fächer und Technik belegte. Nach dem Abschluss seines Studiums lehrte er an der Handelsschule Leipzig Mathematik. 1837 promovierte Hülße zum Doktor der Philosophie. Zusammen mit Albert Christian Weinlig gründete er 1838 das Polytechnische Centralblatt, dessen Chefredakteur er bis 1850 war.
Mit Beginn des Jahres 1841 übernahm Hülße als Professor die Leitung der Gewerbe- und Baugewerkenschule zu Chemnitz und war deren Erster Lehrer. Hülße reformierte den Lehrplan. Er führte den Unterricht in Geographie und Geschichte ein, verstärkte den Deutschunterricht und schuf eine Vorbereitungsklasse. 1848 lehnte er die Übernahme der Leitung der Handelsschule in Dresden ab. 1849 wurde er als Abgeordneter in die 2. Kammer des Sächsischen Landtages gewählt.
Im Jahre 1850 wurde Hülße als Nachfolger Johann Andreas Schuberts zum Direktor der Technischen Bildungsanstalt in Dresden berufen, an der er Mechanische Technologie und die von ihm in den Lehrplan aufgenommene Volkswirtschaftslehre unterrichtete. Hülße schuf während dieser Zeit eine neue Bildungstruktur des Hauses durch die Gliederung in die drei Fachrichtungen Maschinenwesen, Straßen-, Eisenbahn-, Wasser- und Brückenbau sowie Chemie. Am 23. November 1851 wurde die Bildungsstätte zur Königlichen Polytechnischen Schule erhoben. Zu seinen organisatorischen Reformen gehörte 1855 die Schaffung eines Senats. In der Unterrichtsform erfolgte die Abkehr vom Schulunterricht. 1863 übernahm Hülße den Vorsitz der Technischen Deputation des sächsischen Innenministeriums und erhielt den Titel Geheimer Regierungsrat. 1871 wurde die Schule zur Technischen Hochschule mit Matura als Zulassungsvoraussetzung und höchste technische Bildungseinrichtung des Königreiches Sachsen. In der Zeit bis 1873, in der Hülße die Schule leitete, war er zeitweilig auch Leiter der Schule für Modellier- und Musterzeichenkunst, der Baugewerkenschule zu Dresden sowie der Sächsischen Schifferschule.

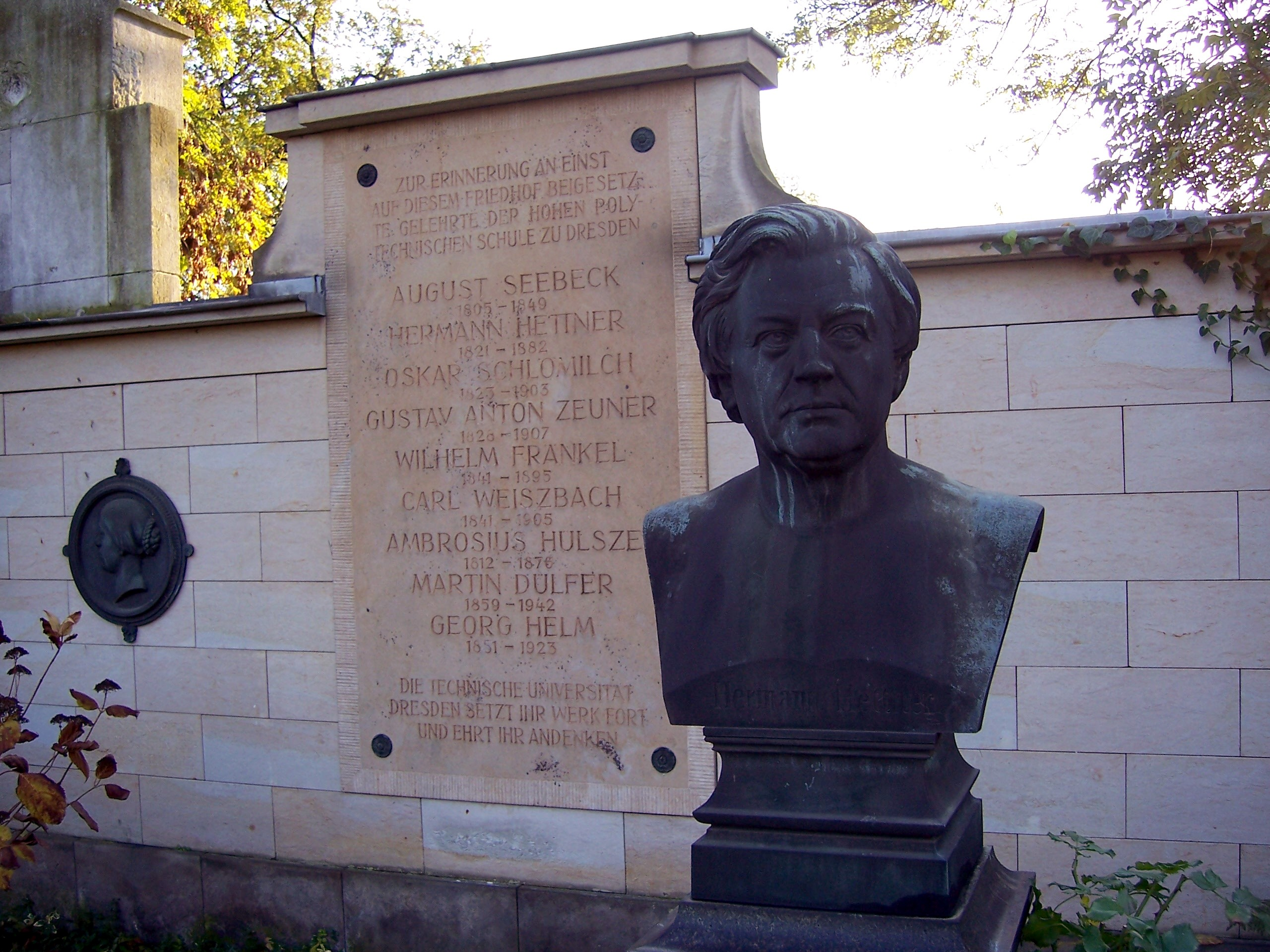
Gedenkstätte für Julius Ambrosius Hülße auf dem Alten Annenfriedhof in Dresden.

1873 erfolgte seine Berufung zum Vortragenden Rat ins sächsische Innenministerium. Die Leitung des Technikums übernahm Gustav Zeuner, der zuvor Direktor der Bergakademie gewesen war. Hülßes neues Aufgabengebiet umfasste die gewerblichen und technischen  Angelegenheiten sowie die Aufsicht über das statistische Büro. 1874 erkrankte der Geheime Regierungsrat Hülße und verstarb nach zweijährigem Leiden im Alter von 64 Jahren. Sein Grab auf dem Alten Annenfriedhof wurde 1945 zerstört. Seiner wird heute auf dem Friedhof in der Gedenkstätte für Professoren der TU Dresden gedacht.
Besondere Verdienste erwarb sich Hülße ab 1856 bei seinen Vorbereitungsarbeiten als Stellvertreter des Vorsitzenden der Normaalaichungscommission zur Einführung neuer metrischer und dezimaler Maß- und Gewichtseinheiten in Sachsen zum 1. November 1858. Ab 1860 vertrat er das Königreich in der Commission für deutsches Maaß und Gewicht
Verheiratet war Hülße seit 1837 mit Pauline, geb. Schiffner,  der Tochter eines Staatsschuldenkassierers aus Leipzig. Aus der Ehe entstammte ein Sohn, der im Alter von zwölf Jahren verstarb. Nach dem Verlust des einzigen Kindes adoptierten die Eheleute Hülße die drei verwaisten Geschwister Judenfeind. Der Mathematiker Georg Heinrich Judenfeind-Hülße (1846–1903) und Offizier Gottfried Hermann Judenfeind-Hülße (1849–1909) waren seine Adoptivsöhne.

## Ehrungen
Heute sind das Julius-Ambrosius-Hülße-Gymnasium in Dresden-Reick, ein Gebäude der Technischen Universität Dresden (Hülße-Bau, Helmholtzstraße 10) sowie ein Hörsaal der Technischen Universität Chemnitz (C23.104, Reichenhainer Str. 70) nach ihm benannt.

## Schriften
- Maschinenencyklopädie. 2 Bde., Leipzig 1839 u. 1849
- Die Kammgarnfabrikation. 1861
- Technik der Baumwollspinnerei. 1861
- Georg von Vega:  Logarithmisch-trigonometrisches Handbuch. (Hrsg. 1839)